# Paüls (ort)
Paüls är en ort i Spanien.   Den ligger i provinsen Província de Tarragona och regionen Katalonien, i den östra delen av landet, 300 km öster om huvudstaden Madrid. Paüls ligger 268 meter över havet och antalet invånare är 606.
Terrängen runt Paüls är lite bergig.Runt Paüls är det ganska tätbefolkat, med 65 invånare per kvadratkilometer. Närmaste större samhälle är Tortosa, 15,4 km sydost om Paüls. 